# Arthur Michael Jaffe
Arthur Michael Jaffe (slovenska izgovorjava [džéfi], angleška izgovorjava /ˈdʒæfi/), ameriški fizik, * 22. december 1937.
Jaffe deluje na področju matematične fizike. Je profesor na Univerzi Harvad.

## Življenje in delo
Odraščal je v newyorkškem jugovzhodnem predmestju Pelham. Študiral je kemijo na Univerzi Princeton in kasneje kot Marshallov štipendist dve leti na Kolidžu Clare Univerze Cambbridge, kjer je diplomiral iz matematike. Nato se je vrnil v Princeton, kjer je doktoriral iz fizike pod Wightmanovim mentorstvom.
Med letoma 1963 in 1964 je skupaj s svojim mentorjem preživel kot eden prvih študentov novoustanovljenega Institut des hautes études scientifiques (IHES) v Bures-sur-Yvettu v Franciji. 
Trenutno poučuje matematično fiziko in raziskuje na Univerzi Harvard. Njegovi doktorski študenti so bili med drugim Joel Shalom Feldman, Ezra Getzler in Clifford Henry Taubes.
Več let je bil predsednik Mednarodne zveze za matematično fiziko (IAMP, International Association of Mathematical Physics) in kasneje Ameriškega matematičnega društva (AMS). Bil je predsednik Sveta predsednikov znanstvenih društev (Council of Scientific Society Presidents). Trenutno je predsednik upravnega odbora Šole za teoretično fiziko (School of Theoretical Physics) pri Inštitutu za višji študij v Dublinu.
Bil je med pobudniki ustanovitve Clayjevega matematičnega inštituta (Clay Mathematics Institute) in njegovih programov, ki vključujejo zaposlitev raziskovalnih članov in tisočletno nagrado za matematiko. Bil je med ustanovitelji upravnega odbora in ustanovni predsednik te organizacije.
Leta 1979 je postal četrti glavni urednik znanstvene revije Communications in Mathematical Physics in bil na tem mestu 21 let do leta 2001.
Skupaj z Jamesom Gilbertom Glimmom je začel raziskovati novo področje fizike – konstruktivno kvantno teorijo polja. Njun glavni dosežek je bila utemeljitev eksistenčnih izrekov za dvo- in trirazsežne primere nelinearnih, relativističnih kvantnih polj.
Jaffe je bil med letoma 1971 in 1992 poročen z Noro F. Crow (alias Nora Crow Jaffe), ki je sedaj profesorica angleščine in književnosti na Kolidžu Smith in strokovnjakinja na področju dela Jonathana Swifta. Nora je spremljala Jaffeja na večini njegovih nacionalnih in mednarodnih kratkih bivanjih vključno z obiskom ETH v Zürichu in IHES v Büres-sur-Yvettu. 10. septembra 1986 je rodila njuno hčer Margaret Collins Jaffe.
Septembra 1992 se je Jaffe poročil s Sarah Warren, ki je delala na harvardskem Oddelku za matematiko. Bila sta poročena devet let, nato pa sta se ločila.

## Priznanja
Leta 2012 je postal član Ameriškega matematičnega društva Med letoma 1997 in 1998 je bil tudi predsednik.

### Nagrade
Leta 1980 je skupaj z Grimmom prejel Heinemanovo nagrado za matematično fiziko.